# Lijst van voetbalinterlands Bosnië en Herzegovina - Oekraïne (vrouwen)
Deze lijst van voetbalinterlands is een overzicht van alle officiële voetbalinterlands tussen de nationale vrouwenteams van Bosnië en Herzegovina en Oekraïne. De landen hebben tot nu toe vier keer tegen elkaar gespeeld.

## Wedstrijden
| № | Plaats     | Datum           | Competitie           | Wedstrijd                        | Uitslag |
| - | ---------- | --------------- | -------------------- | -------------------------------- | ------- |
| 1 | Tsjernihiv | 25 oktober 2009 | WK 2011 kwalificatie | Oekraïne − Bosnië en Herzegovina | 7 − 0   |
| 2 | Sarajevo   | 19 juni 2010    | WK 2011 kwalificatie | Bosnië en Herzegovina − Oekraïne | 0 − 5   |
| 3 | Zenica     | 6 augustus 2016 | Vriendschappelijk    | Bosnië en Herzegovina − Oekraïne | 0 − 1   |
| 4 | Zagreb     | 4 maart 2019    | Vriendschappelijk    | Bosnië en Herzegovina − Oekraïne | 0 − 1   |

## Samenvatting
| Competitie        | Totaal gespeeld | Winst Bosnië en Herzegovina | Gelijk | Winst Oekraïne | Doelsaldo Bosnië en Herzegovina – Oekraïne |
| ----------------- | --------------- | --------------------------- | ------ | -------------- | ------------------------------------------ |
| WK-kwalificatie   | 2               | 0                           | 0      | 2              | 0 − 12                                     |
| Vriendschappelijk | 2               | 0                           | 0      | 2              | 0 − 2                                      |
| Totaal            | 4               | 0                           | 0      | 4              | 0 − 14                                     |